# يغور ميخونتسيف
يغور ميخونتسيف (بالروسية: Мехонцев, Егор Леонидович) مواليد 14 نوفمبر 1984 في أسبيست، أوبلاست سفردلوفسك، روسيا، هو ملاكم محترف روسي يصنف ضمن فئة الوزن الثقيل بدأ مسيرته الاحترافية سنة 2013 حيث انتصر في نزاله الأول. شارك في دورة الألعاب الأولمبية الصيفية سنة 2012 والتي حقق فيها الميدالية الذهبية.

## إحصائيات
خاض خلال مسيرته 10 نزالا، فاز في 10 ولم يتعادل ولم يخسر. فاز بالضربة القاضية في 7 نزالا.

## الميداليات
| الميدالية | المسابقة                       |
| --------- | ------------------------------ |
| ذهبية     | الألعاب الأولمبية الصيفية 2012 |

## روابط خارجية
- إيغور ميخونتسيف على موقع بوكس ريك (الإنجليزية) (registration required)
- إيغور ميخونتسيف على موقع اللجنة الأولمبية الدولية (الإنجليزية)
- إيغور ميخونتسيف على موقع أوليمبيديا (الإنجليزية)